# 今久留主邦明
今久留主 邦明（いまくるす くにあき、1951年 - ）は、福岡県出身の元アマチュア野球選手である。ポジションは捕手。
父親は西鉄ライオンズなどに所属したプロ野球選手の今久留主淳。今久留主功は叔父にあたる。

## 来歴・人物
高宮中学校卒業後に進学した博多工業高校では、エースの岩崎清隆とバッテリーを組み、同年の秋季九州大会で決勝に進出。西井哲夫らがいる宮崎商業高校に惜敗した。1969年の春の選抜に出場。準決勝に進むが、堀越高校の但田裕介に完封負けを喫する。他の高校同期に遊撃手の入江道生がいる。高校卒業時には、1969年のドラフト会議で読売ジャイアンツから9位指名されたが入団を拒否し、明治大学に進学する。
東京六大学野球リーグでは、同期の上田芳央、井上明らの好投もあって1973年秋季リーグで4年ぶりに優勝、ベストナイン（捕手）に選出された。他の大学同期に遊撃手の樋野和寿らがいた。
大学卒業後は日本鋼管福山に入社する。1974年の社会人野球日本選手権では田村忠義とバッテリーを組み決勝に進むが、三協精機の大塚喜代美に1安打完封を喫し、準優勝にとどまる。1980年の社会人野球日本選手権でも決勝に進み、田村が日本楽器を抑え4-2で完投勝利、初優勝を飾った。都市対抗でも常連として活躍。
現役引退後は福岡県立筑前高等学校野球部のコーチ、監督を務めた。